# Saint-Mammès
Saint-Mammès ist eine französische Gemeinde mit 3232 Einwohnern (Stand: 1. Januar 2022) im Département Seine-et-Marne der Region Île-de-France. Die Gemeinde gehört zum Arrondissement Fontainebleau und zum Kanton Montereau-Fault-Yonne.
Die Einwohner werden Mammesiens genannt.

## Geographie
Saint-Mammès liegt an einem Bogen der Seine etwa 40 Kilometer südöstlich von Paris.
Im äußersten Nordwesten der Gemeinde mündet der Loing, der hier als Schifffahrtsweg ausgebaut ist und in der Nachbargemeinde Moret-sur-Loing als selbständiger Canal du Loing abzweigt, in die Seine.

### Nachbargemeinden
Umgeben ist Saint-Mammès von den Gemeinden Champagne-sur-Seine im Norden und Nordwesten, Vernou-la-Celle-sur-Seine im Norden und Osten, Écuelles im Südosten, Moret-sur-Loing im Süden sowie Veneux-les-Sablons im Westen und Südwesten.

## Bevölkerungsentwicklung
| Jahr      | 1962 | 1968 | 1975 | 1982 | 1990 | 1999 | 2006 | 2011 |
| Einwohner | 2451 | 2694 | 2949 | 2974 | 3007 | 3084 | 3177 | 3180 |

## Verkehr
Der Bahnhof liegt an der Bahnstrecke Paris–Marseille.

## Sehenswürdigkeiten

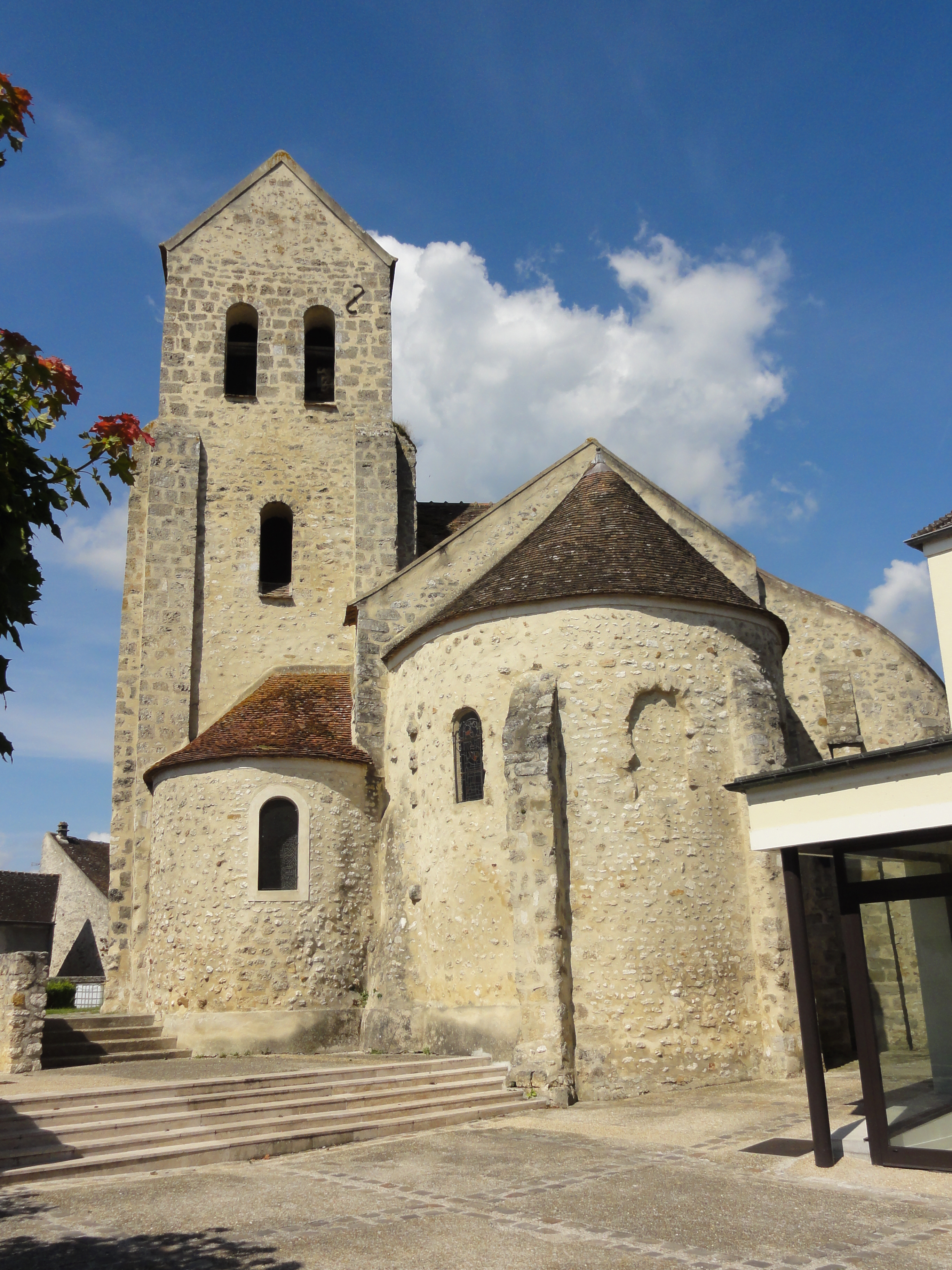
Prioratskirche Saint-Mammès

- Romanische Kirche Saint-Mammès aus dem 11. Jahrhundert, seit 1926 Monument historique
- Empfangsgebäude des Bahnhofs